# Joldelund Sogn
Joldelund Sogn eller Hjoldelund Sogn (på tysk Kirchspiel Joldelund) er et sogn i det vestlige Sydslesvig, tidligere i Nørre Gøs Herred (≈ Bredsted Landskab, Bredsted Amt, indtil 1785 under Flensborg Amt), nu i kommunerne Joldelund, Goldebæk, Goldelund og Kolkhede i Nordfrislands Kreds i delstaten Slesvig-Holsten. 
I Joldelund Sogn findes flg. stednavne:
- Joldelund (også Hjoldelund)
- Goldebæk (Goldebek)
- Goldelund
- Hegnsbæk el. Hejnsbæk (Heinsbek)
- Hogelund
- Kambjerg (Kammbarg)
- Kolkhede eller Kolkærhede[1] (Kolkerheide)
- Sønderhuse eller Sønder Lindaa (Süderhuus)